# Dobrudja

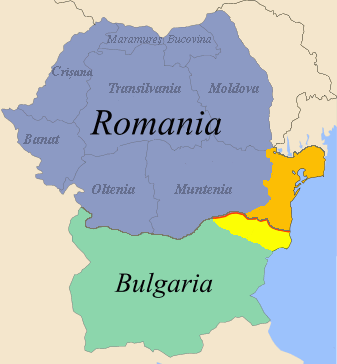
Mapa de Romania amb la Dobrudja Septentrional en taronja, i de Bulgària amb la Dobrudja Meridional en groc

La Dobrudja (en romanès Dobrogea; en búlgar Добруджа, Dòbrudja; en turc Dobruca; en grec Δοβρουτσά, Dovroutsà) és una regió europea repartida entre Bulgària i Romania, entre el baix Danubi i el mar Negre, que inclou el delta del Danubi, la costa de Romania i la part més septentrional de la costa búlgara del mar Negre. El territori de Dobrudja no conforma una unitat administrativa sota un sol estat, es reparteix entre la Dobrudja Septentrional, que forma part de Romania, i la Dobrudja Meridional, que pertany a Bulgària.
El territori de la regió romanesa, la Dobrudja Septentrional (en romanès Dobrogea), està repartida entre els comtats de Constanţa i Tulcea, amb una superfície total de 15.500 km² i una població un xic inferior al milió d'habitants. Les principals ciutats són Constanţa, Tulcea, Medgidia i Mangalia. La Dobrudja és representada per uns dofins a l'escut de Romania.
La regió búlgara, la Dobrudja Meridional (en búlgar Добруджа, Dobrudja), que comprèn les províncies de Dòbritx i Silistra, té una superfície total de 7.565 km² i una població de 350.000 habitants.

## Geografia
Amb excepció del delta del Danubi, situat al nord-est, Dobrudja és muntanyenca, amb una alçària mitjana de 200-300 metres. El punt més alt és el puig Ţuţuiatu a les Muntanyes Măcin, que arriba als 467 m. La plana de Dobrogea cobreix la major part de la Dobrudja romanesa, mentre que a la part búlgara hi ha la plana de Ludogorie. El llac Siutghiol és el més important de Dobrogea.

## Etimologia
L'origen del nom de Dobrudja pot deure's al nom turc del governant del segle xiv, el dèspota Dobrotici/Dobrotitsa (دوبرجه). Era comú per als turcs donar als països el nom dels seus primers governants (per exemple, d'antuvi Moldàvia era coneguda com a Bogdan Iflak pels turcs per Bogdan I.
Inicialment, el nom feia referència només a les estepes de la regió meridional, entre Hârşova i el llac Razim al nord i Silistra-Balchik al sud, però més tard el terme es va estendre a la part nord i al delta del Danubi.

## Història

### Prehistòria
El territori de la Dobrudja ja fou habitat en el Paleolític mitjà i el Paleolític Superior, com mostren les troballes de Babadag, Slava Rusă i Enisala. Durant el Neolític formà part de la cultura de Hamangia (nom d'una vila costanera de la Dobrudja), de la Cultura boian i de la cultura Karanovo. A finals del V mil·lenni abans de Crist, sota la influència de tribus de l'Egeu, també s'hi instal·là la cultura Gumelniţa. Durant l'Eneolític les poblacions migraren del nord al mar Negre procedents de la cultura Kurgan, i es formà la cultura mixta Cernavodă I. Sota la influència de la cultura Kurgan II, es formà la cultura Cernavodă II, barreja de les cultures Cernavodă I i Ezero, que evolucionaria a Cernavodă III. La regió mantenia contactes amb el món mediterrani des del segle xiv aC, com ho prova una espasa micènica descoberta a Medgidia.

### Història antiga
Durant l'Edat de ferro, en els segles VIII-VI aC, els geto-dacis es diferenciaren dels altres pobles tracis. En la segona meitat del segle viii aC, apareixen els primers senyals de relacions comercials entre la població indígena i els grecs al golf de Sinoe (ara un llac). Cap al 657-656 aC, colons grecs de Milet fundaren la primera colònia a la regió (Hístria). En els segles VII-VI aC es fundaren més colònies gregues a la costa de Dobrudja (Cal·latis, Tomis, Mesèmbria, Dionisòpolis, Partenòpolis, Afrodísies, Eumèdnia, etc.). Al segle v aC aquestes colònies formaven part de la Lliga de Delos, passant de l'oligarquia a la democràcia. També, en el segle i aC, els primers grups d'escites penetraren a la regió. Dues tribus getes, les dels crobizi i els terizi, foren mencionades per Hecateu de Milet (540-470 aC) com que vivien a la regió.

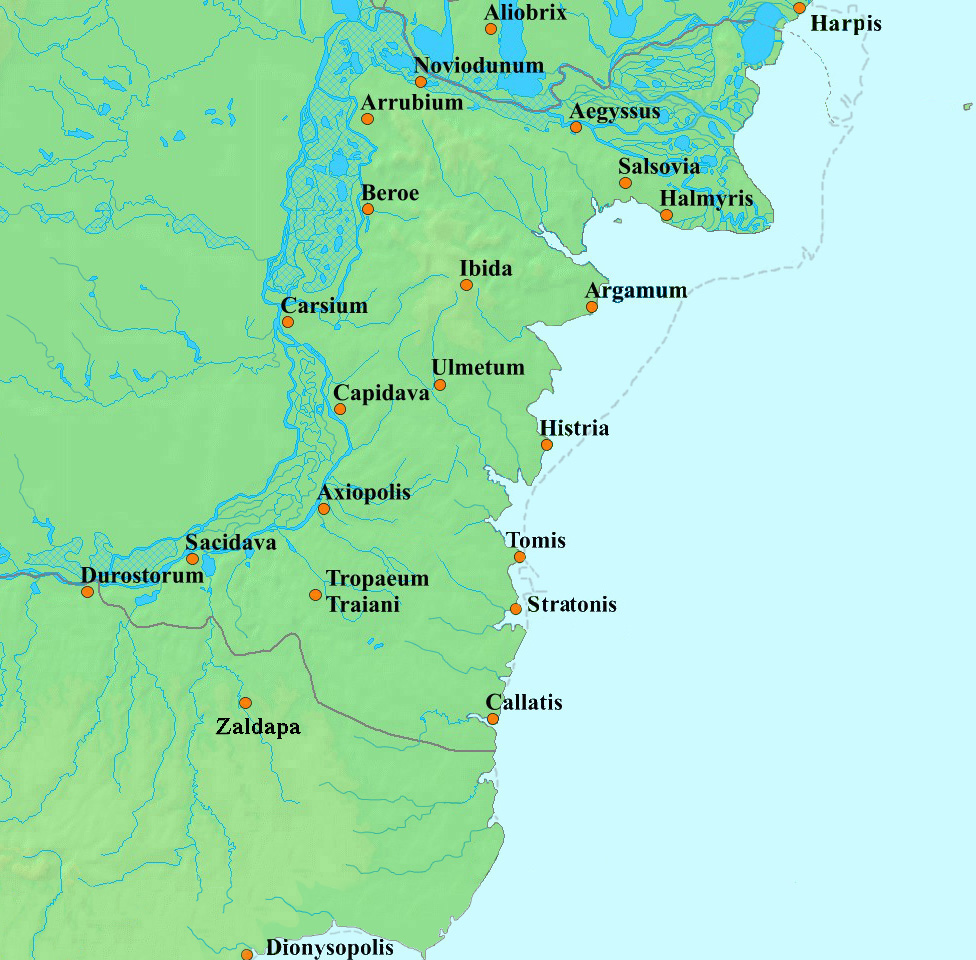
Antigues colònies a Dobrudja (línia costanera actual)

Cap al 514-512 aC el rei Darios I el Gran de Pèrsia va subjugar els getes que vivien a la regió durant la seva expedició contra els escites que vivien al nord del Danubi. Pel 430 aC, el regne dels odrisis sota Sitalces de Tràcia es va estendre cap a les boques del Danubi. El 429 aC els getes de la regió participaren en la campanya dels odrisis al Macedònia, i sota el rei d'Odrísia Seuthes I uns 2.000 soldats getes lluitaren contra els soldats d'Atenes a Quersonès, al sud de Crimea. En el segle iv aC, els escites dominaren la Dobrudja. El 341-339 aC, un dels seus reis, Atheas, lluità contra Hístria, que rebia suport d'un Hístrianorum rex (potser un governant geta local).
El 339 aC el rei Atheas fou derrotat pel rei Filip II de Macedònia, qui va estendre el seu reialme sobre la Dobrudja. El 313 aC i novament el 310-309 aC les colònies gregues liderades per Cal·latis, amb suport d'Antígon el Borni, es revoltaren contra el govern macedoni. Les revoltes foren aixafades per Lisímac, el diàdoc de Tràcia, qui també inicià una expedició militar contra els Dromicaetes, els governants getes del nord del Danubi, el 300 aC. En el segle iii aC, les colònies de la costa de Dobrudja pagaven tribut als basileus Zalmodegikos i Moskon, qui dominaven probablement el nord de Dobrudja. En el mateix segle, els celtes s'assentaren al nord de la regió. El 260 aC, Bizanci va perdre la guerra amb Cal·latis i Hístria pel control de Tomis. A finals del segle iii aC i començament del segle ii aC, els bastarnae s'assentaren a l'àrea del delta del Danubi. Pel 200 aC, el rei dels tracis Zoltes envaí la regió moltes vegades, però fou derrotat per Rhemaxos, qui esdevingué protector de les colònies gregues.
Pel voltant del 100 aC el rei Mitridates VI Eupator va estendre la seva autoritat sobre les ciutats gregues a Dobrudja. Tanmateix, el 72-71 aC, durant la Tercera Guerra Mitridàtica, aquestes ciutats foren ocupades pel procònsol romà de Macedònia, Marc Licini Lucul·le. Es va signar un foedus entre les colònies gregues i l'Imperi Romà, però el 62-61 aC les colònies es revoltaren. Gai Antoni Hibrida va intervenir, però fou derrotat pels getes i bastarnes vora Hístria. Cap al 55 aC el dacis comandats pel rei Burebista conqueriren la Dobrudja i totes les colònies gregues de la costa, però el seu regnat acabà el 44 aC.

### Domini romà
El 28-29 aC Rholes, un governant geta del sud de Dobrudja, va donar suport al procònsol de Macedònia, Marc Licini Cras Dives II, en la seva campanya contra els bastarnes. Per això, Rholes fou declarat Socius et amicus Populi Romani per Octavi, i ajudà Cras en la conquesta dels estats de Dapyx (en Dobrudja central) i Zyraxes (al nord). Dobrudja esdevingué part del regne clientelar dels odrisis, mentre que les ciutats gregues de la costa es mantenien sota el govern directe del governador de Macedònia. Entre el 12 i el 15 un exèrcit dels getes va conquerir les ciutats d'Aegyssus i Troesmis, però foren derrotades pel rei dels odrisis Rhoemetalces amb ajut de l'exèrcit romà.

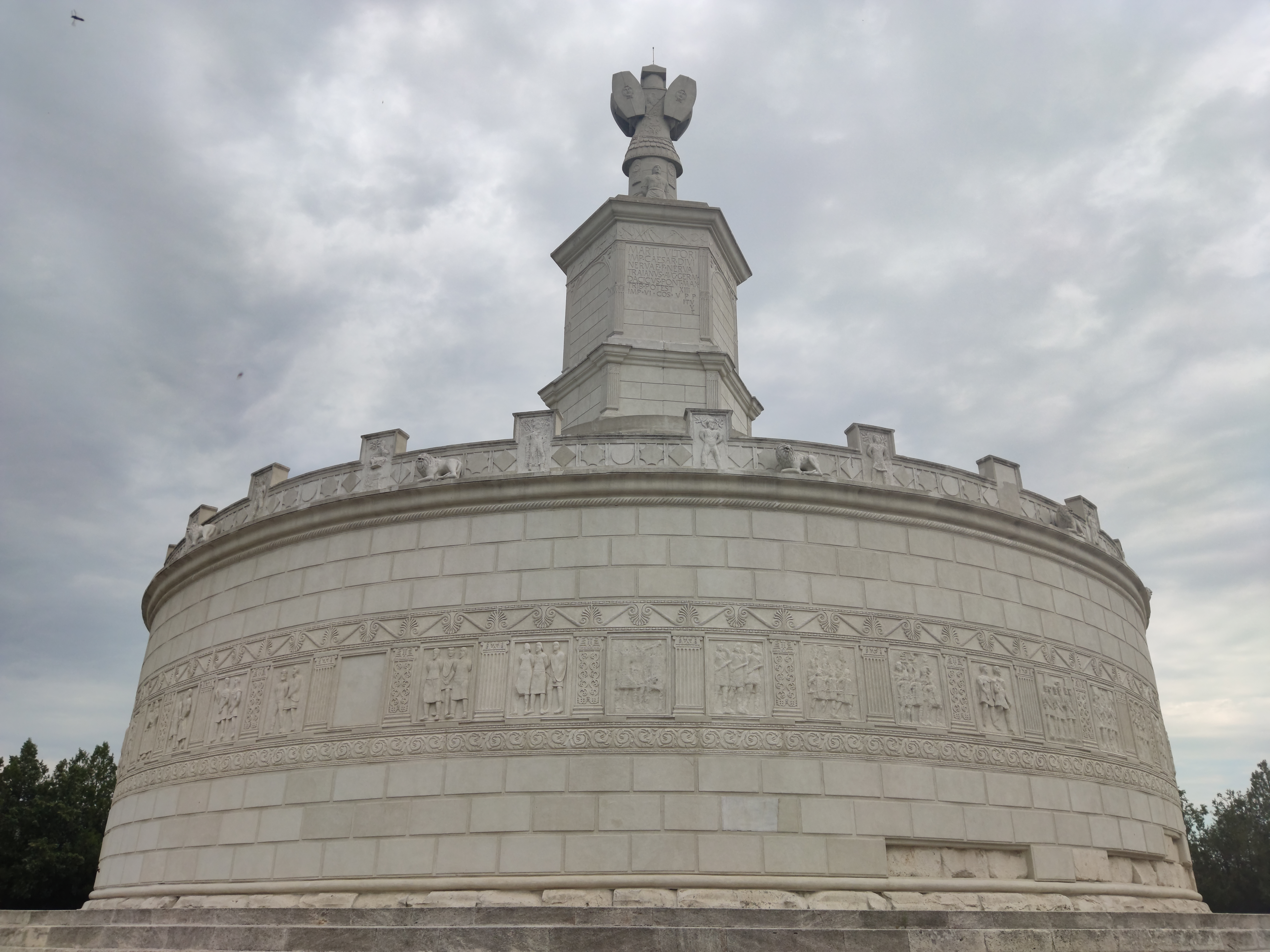
El monument Tropaeum Traiani a Adamclisi commemora la victòria romana sobre els dacis

El 15 fou creada la província romana de Mèsia, però la Dobrudja, sota el nom de Ripa Thracie, va romandre part del regne dels Odrisis, mentre que les ciutats gregues formaven part d'una Praefectura orae maritimae. El 46 Tràcia esdevingué província romana i els territoris de l'actual Dobrudja foren absorbits dins de Moèsia. Els geto-dacis envaïren la regió moltes vegades en el segle i, especialment entre el 62 i el 70. En el mateix període la base de la flota romana del Danubi (classis Flavia Moesica) fou traslladada a Noviodúnum. La praefectura fou annexada a Mèsia el 86. En el mateix any Domicià va dividir Mèsia, i Dobrudja fou inclosa en la part oriental, la Moesia Inferior.
Durant l'hivern del 101-102, el rei dels dacis, Decèbal, dirigí una coalició de dacis, carps i burs i atacà la Mèsia Inferior. L'exèrcit invasor fou derrotat per les legions romanes de l'emperador Trajà al riu Iantra (més tard s'hi fundaren Nicòpolis i Istrum per a commemorar la victòria) i més tard a la moderna vila d'Adamclisi, al sud de Dobrudja. Aquesta victòria fou commemorada amb un monument, construït el 109, i s'hi fundà la ciutat de Tropaeum. Després del 105, la Legió XI Clàudia i la Legió V Macedònica foren enviades a Dobrudja, a Durostorum i Troesmis respectivament.
Cap al 108 l'emperador Hadrià va intervenir a la regió per a sufocar la revolta dels sàrmates. El 170 Costoboci envaí Dobrudja i atacà Libida, Ulmetum i Tropaeum. La província, en general, es va mantenir estable i pròspera fins a la crisi del segle iii, quan s'afebliren les defenses i atacaren nombroses tribus bàrbares. El 248 una coalició de gots, carps, taifils, bastarnes i vàndals asdings, dirigits per Argaithus i Gunderic, va devastar la Dobrudja. Durant el govern de Deci la província va patir els atacs dels gots sota el rei Cniva. Els atacs bàrbars continuaren el 258, 263 i 267. El 269 una flota aliada de gots, hèruls, bastarnes i sàrmates atacà les ciutats de la costa i devastà Tomis. El 272 l'emperador Lluci Domici Aurelià derrotà els carps del nord del Danubi i assentà una part d'ells vora Carsium. Aquest emperador posà fi a la crisi de l'Imperi Romà ordenant la reconstrucció de la província.
Durant el regnat de Dioclecià la Dobrudja formà part de la província d'Escítia, dins la Diòcesi de Tràcia. La capital era Tomis. Dioclecià també va traslladar la Legió II Herculia a Troesmis i la Legió I Iovia a Noviodúnum. El 331-332 Constantí I el Gran derrotà els gots que atacaren la província. Dobrudja fou devastada novament pels ostrogots el 384-386. Sota els emperadors Licini I, Julià l'Apòstata i Valent les ciutats de la regió foren reconstruïdes.

### Imperi Romà d'Orient i domini búlgar
Després de la divisió de l'Imperi Romà la Dobrudja fou atribuïda a l'Imperi Romà d'Orient. El 513-520 la regió fou sacsejada per una revolta contra Anastasi I Dicor. El seu líder, Vitalià, natural de Zaldapa, a la Dobrudja Meridional, derrotà el general romà d'Orient Hipati vora Kaliakra. Durant el regnat de Justí I, els antes i els eslaus invadiren la regió, però foren derrotats per Germà Justí. El 529 una nova invasió d'antes i protobúlgars fou rebutjada pel comandant gèpid Mundus. Els kutrigurs i àvars invadiren la regió moltes vegades, fins que el 561-562 els avars dirigits per Bayan s'assentaren al sud del Danubi com a foederati. Durant el govern de Flavi Tiberi Maurici, els eslaus devastaren Dobrudja i destruïren les ciutats de Dorostolon, Zaldapa i Tropaeum, El 591/593 el general romà d'Orient Prisc intentà aturar les invasions atacant i derrotant els eslaus d'Ardagast al nord de la província. El 602, durant un motí de l'exèrcit romà d'Orient als Balcans, una gran massa d'eslaus va travessar el Danubi i se n'assentà al sud. La Dobrudja va romandre sota un lleu control romà d'Orient, i fou reorganitzada sota el regnat de Constantí IV Pogonat com a Thema Scythia.
El 681 la Dobrudja formaria part del Primer Imperi Búlgar. Poc després, els búlgars fundarien vora la frontera meridional de la regió la ciutat de Pliska, que n'esdevindrà la primera capital i serà el centre polític de l'estat búlgar fins al 893. Tanmateix, durant els tres segles següents de dominació búlgara, els romans d'Orient encara controlaren el mar Negre i les boques del Danubi, i durant alguns períodes curts de temps, algunes ciutats. A començaments del segle viii, Justinià II visità la Dobrudja i demanà ajut militar al kan Tervel de Bulgària. El 895 les tribus magiars de Budjac invadiren la Dobrudja i el nord-est de Bulgària. Una vella inscripció eslàva, trobada vora Mircea-Vodă, menciona el zhupan Dimitri (Дѣимитрѣ жѹпанѣ), un noble feudal de la regió meridional el 943.
A petició de Nicèfor II Focas, Sviatoslav I de Kíev va ocupar la Dobrudja el 968. També va moure la capital de la Rus de Kíev a Pereiaslavets, al nord de la regió. Tanmateix, els romans d'Orient sota Joan I Tsimiscés la van reconquerir el 971 i la van incloure en la thema Μεσοποταμια της Δυσεον (Mesopotàmia de l'Oest). El 986 la part meridional de la Dobrudja fou inclosa en l'estat búlgar de Samuil, mentre que la part septentrional fou reorganitzada pels romans d'Orient en una klimata autònoma. El 1000 Basili II Bulgarotòctonos la reconquerí, organitzà la regió com a Estrateg de Dorostolon i, després del 1020, com a Thema Paristrion (Paradunavon). Per tal de prevenir atacs organitzats des del nord, els romans d'Orient hi construïren tres muralles des del Mar Negre fins al Danubi, en els segles x i xi.

### Darreres migracions
A començaments del segle x, els romans d'Orient acceptaren l'assentament de petits grups de petxenegs a la Dobrudja. En primavera de 1036, una invasió de petxenegs va devastar bona part de la regió, tot destruint les fortificacions de Capidava i Dervent i cremant l'assentament de Dinogeţia. El 1046 els romans d'Orient acceptaren l'assentament dels petxenegs comandats per Kegen com a foederati a Paristrion. Es va establir alguna forma de fominació fins al 1059, quan Isaac I Comnè reconquerí la Dobrudja. El 1064, la regió fou devastada per una invasió d'uzes. El 1072-1074, sota Nestor, el nou estrateg de Parístrion, procedent de Distra, hi trobà Tatrys com a governant en rebel·lió. El 1091 tres governants autònoms, potser petxenegs, foren esmenats per l'Alexiada: Tatos (Τατοῦ) o Chalis (χαλῆ), a l'àrea de Dristra (probablement el mateix de Tatrys), i Sesthlav (Σεσθλάβου) i Satza (Σατζά) l'àrea de Vicina.
Els cumans arribaren a la Dobrudja el 1094 i mantaingueren un rol important fins a l'arribada de l'Imperi Otomà. El 1241 els primers grups tàtars comandats per Kadan, invadiren la Dobrudja i hi van romandre vora un segle. El 1263-1264 l'emperador romà d'Orient Miquel VIII Paleòleg donà permís al soldà Izz al-Din Kaykaus II per assentar-se a l'àrea amb un grup de turcs seljúcides d'Anatòlia. Un missioner místic turc, Sari Saltuk, en fou el seu líder espiritual; la seva tomba a Babadag encara és un lloc de peregrinació per a musulmans. Molts dels turcs tornaren a Anatòlia el 1307, mentre que els que s'hi quedaren es cristianitzaren i adoptaren el nom gagaús. En la segona part del segle xiii, els mongols del Kanat de l'Horda d'Or van estendre el seu domini a la Dobrudja. L'èlit mongol aviat fou turquitzada i islamitzada. Dobrudja també formà part del Segon Imperi Búlgar sota els regnats d'Ivan Asen II i Teodor Svetoslav. En el 1320 aparegueren documents en els que apareixia sota el nom de Principat de Karvuna.

### Dobrudja independent. La guerra contra els Otomans
El 1325, el Patriarca Ecumènic nomenà un tal Metodi metropolità de Varna i Carbona. Un temps després apareix un governant local a Dobrudja Meridional, Balik/Balica. El 1345 va donar suport Joan V Paleòleg quan disputava el tron amb Joan VI Cantacuzè, tot enviant un exèrcit comandat pel seu fill Dobrotitsa/Dobrotici i el seu germà Teodor, per a ajudar la mare de Joan Paleòleg, Anna de Savoia. Pel seu valor, Dobrotitsa/Dobrotici va rebre el títol d'estrateg i es casà amb la filla del megaduc Apokaukos. Després de la reconciliació dels dos pretendents, esclatà una disputa territorial entre l'est de la Dobrudja i l'Imperi Romà d'Orient pel port de Midia. El 1347, a petició de Joan V Paleòleg, l'emir Bahud-din Umur, bei d'Aydın, envià una expedició naval contra Balik/Balica, i destruí els ports de la Dobrudja. Balik/Balica i Teodor moriren en la guerra i Dobrotitsa/Dobrotici esdevingué el nou governant.

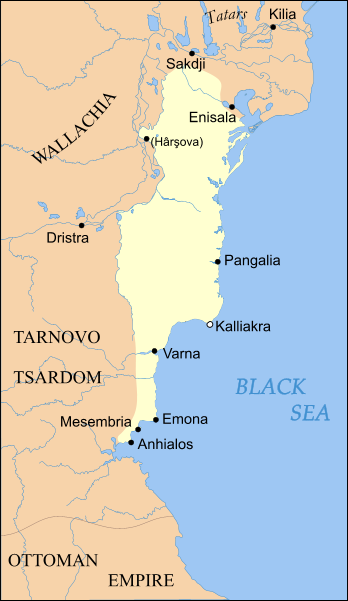
Principat de Dobrotici/Dobrotitsa durant el 1370

Entre 1352 i 1359, amb la caiguda del kanat de l'Horda Dourada a la Dobrudja Septentrional, aparegué un nou estat sota el príncep tàtar Demetri, qui es proclamà protector de les boques del Danubi.
El 1357 Dobrotitsa/Dobrotici és esmentat com a dèspota governant un gran territori, que incloïa les fortaleses de Varna, Kosak (vora Obzor) i Emona. El mateix any, amb l'ajut de Joan V Paleòleg, va prendre Anhialos i Mesembria a Ivan Alexandre, tsar de Tarnovo. El 1366, Joan V Paleòleg visità Roma i Buda, intentant obtenir el suport per una campanya a la Dobrudja, però en el camí de tornada fou capturat per Dobrotitsa/Dobrotici ai empresonat a Varna. Per a alliberar l'emperador romà d'Orient Amadeu VI de Savoia inicià una croada, patrocinada per Venècia i Gènova.
Després que els croats conquerissin algunes fortificacions de la DObrudja, Dobrotici/Dobrotitsa va alliberar Joan i va negociar la pau casant la seva filla amb Miquel, fill de Joan Paleòleg. El 1368, després de la mort de Demetri, fou reconegut com a governant de Pangàlia i altres ciutats del marge dret del Danubi. El 1369, amb Vladislau I de Valàquia, Dobrotici/Dobrotitsa ajudà al príncep Stratsimir a obtenir el tron de Vidin.
Entre 1370 i 1375 s'alià amb Venècia contra Gènova en la disputa del poder al mar Negre. El 1376 intentà imposar el seu gendre Miquel com a emperador de Trebisonda, però no se'n sortí. També va donar suport Joan V Paleòleg contra el seu fill Andrònic IV Paleòleg. El 1379 una flota de Dobrudja participà en el bloqueig de Constantinobla contra la flota genovesa.
El 1386 va morir Dobrotici/Dobrotitsa i fou succeït per Ivanko/Ioankos, qui el mateix any acceptà una pau amb Murad I i el 1387 signà un tractat comercial amb Gènova. Ivanko fou assassinat el 1388 durant una expedició del gran visir Çandarli Ali Paixà contra Tarnovo i Distra. L'expedició va posar la majoria de les fortificacions de Dobrudja sota domini turc.
El 1388/1389 la Dobrudja (Terrae Dobrodicii, com apareix en un document del 1390) i Silistra (Dârstor/Distra) passaren a mans del rei de Valàquia, Mircea cel Bătrân, qui derrotà el Gran Visir.
El soldà Bayezid I va conquerir la part meridional del territori el 1393, i l'any següent atacà Mircea, però fou derrotat. Endemés, la primavera del 1395 Mircea va reconquerir els darrers territoris perduts a Dobrudja amb suport d'Hongria. La tercera ocupació otomana de Dobrudja es produí del 1397 al 1404, tot i que el 1401 l'exèrcit otomà fou severament derrotat per Mircea a Dobrudja.
La derrota de Bayezid per Tamerlà a Ankara el 1402 va obrir un període d'anarquia dins l'Imperi Otomà i Mircea ho aprofità per a iniciar una campanya antiotomana. El 1403 va ocupar el port genovès de Kilia i el delta del Danubi, de manera que el 1404 va imposar la seva autoritat a la Dobrudja. També va participar en les disputes al tron de l'Imperi Otomà, de manera que va dominar durant alguns anys no sols la Dobrudja, sinó també bona part del sud dels Balcans.
Després de la mort de Mircea el 1418, el seu fill Miquel I de Valàquia va lluitar contra els otomans, i va morir en combat el 1420. Aquell anu, el soldà Mehmet I va dirigir personalment la conquesta definitiva de la Dobrudja pels turcs. Valàquia es quedà només amb les boques del Danubi, i no per gaire temps.

### Domini Otomà
Ocupada pels turcs el 1420, la regió va romandre sota control otomà fins a finals del segle xix. Inicialment, fou organitzada com una udj (província fronterera) inclosa en el sanjak de Silistra, part del Vilaiet de Rumèlia. Més tard, sota Murad II o Solimà I, el sanjak de Silistra i territoris veïns foren constituïts en un vilaiet separat. El 1555 es produí una revolta contra l'administració otomana dirigida per un tal Mustafà que sacsejà tota la regió, però que fou sufocada pel beilerbei de Rumèlia. Del 1603 al 1612, la regió va patir les incursions cosaques, qui van cremar Isaccea i saquejaren Constanţa. L'imperi Rus va ocupar Dobrudja molts vegades durant les successives guerres russoturques — el 1771–1774, 1790–1791, 1809–1810, 1829 i 1853. La invasió més violenta fou la de 1829, que va despoblar moltes viles i ciutats. El Tractat d'Adrianòpolis (1829) va cedir el delta del Danubi a l'Imperi Rus. Tanmateix, els tussos foren obligats a cedir-lo als otomans després de la Guerra de Crimea de 1856. El 1864 Dobrudja fou inclosa en el vilaiet de Tuna.
Durant el domini otomà, grups de turcs, àrabs i tàtars es van establir a la regió, sobretot entre 1512 i 1514. Durant el regnat de Pere I de Rússia i Caterina II de Rússia, molt lipovans es van establir la delta del Danubi. Després de la destrucció del Sich de Zaporozhe el 1775, molts cosacs ucraïnesos foren assentats per les autoritats turques al nord del llac Razim, però abandonaren la Dobrudja el 1828. En la segona part del segle xix, també s'hi assentaren rutens de l'Imperi Austríac. Després de la Guerra de Crimea, molts tàtars foren obligats a marxar de Crimea i s'establiren a la Dobrudja, a les valls de Carasu i Babadag. El 1864 també s'assentaren a la regió boscosa de Babadag circassians expulsats del Caucas pels russos. Els alemanys de Bessaràbia també fundaren colònies a la Dobrudja entre 1840 i 1892.
Segons l'historiador búlgar Liubomir Miletich, la majoria des búlgars que vivien a la Dobrudja el 1900 eren descendents dels colons establerts en el segle xix.

### Època contemporània

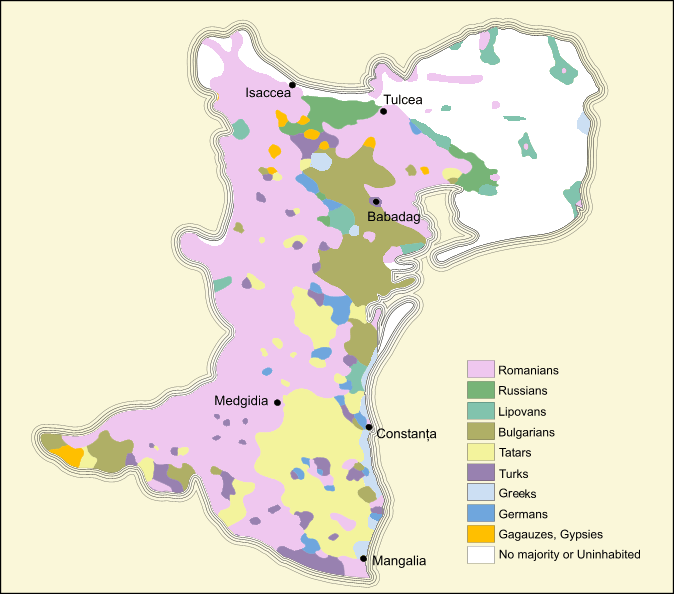
Nationalitats a Dobrudja Septentrional a començaments del segle XX

Després de la guerra de 1878, Rússia va rebre la Dobrudja Septentrional, però obligà a Romania a bescanviar-la per la Bessaràbia meridional, de manera que Rússia es garantia l'accés al delta del Danubi. La recentment establida Bulgària va rebre una petita part de la Dobrudja Meridional. A la Dobrudja Septentrional, els romans eren majoria, però la població incloïa un enclavament búlgar al nord-oest (vora Babadag), tan important com la comunitat musulmana (composta de turcs i tàtars). A proposta de la diplomàcia francesa, el Tractat de Berlín va reservar una llenca de terra al voltant del port de Mangàlia (la zona taronja del mapa) a Romania, des de la qual enllaçava amb una àrea compacta ètnicament de romanesos a la cantonada sud-est. Aquesta zona era bàsicament els voltants del port de Mangàlia al voltant de la ciutat de SIlistra (ciutat retinguda per Bulgària i amb majoria de població búlgara). Conseqüentment, Romania intentà ocupar la ciutat de Silistra. Una nova comissió internacional el 1879 permeté Romania ocupar una fortificació al voltant de la ciutat, Arab Tabia, però no la mateixa ciutat. A començament de la Guerra Russo-Turca de 1877-1878, la majoria de la població de la Dobrudja eren turcs i tàtars, però durant i després de la guerra bona part de la població musulmana va emigrar a Turquia i a Bulgària. Després del 1878, el govern romanès encoratjà l'establiment de romanesos a la Dobrudja Septentrional, i fins i tot va permetre el retorn de població musulmana que havia fugit per la guerra. Cap al 1880, italians procedents del Friül i del Vènet s'assentaren a Greci, Cataloi i Măcin a Dobrudja Septentrional. la majoria d'ells treballaren en les mines de granit de les Muntanyes Măcin, mentre d'altres esdevingueren grangers.

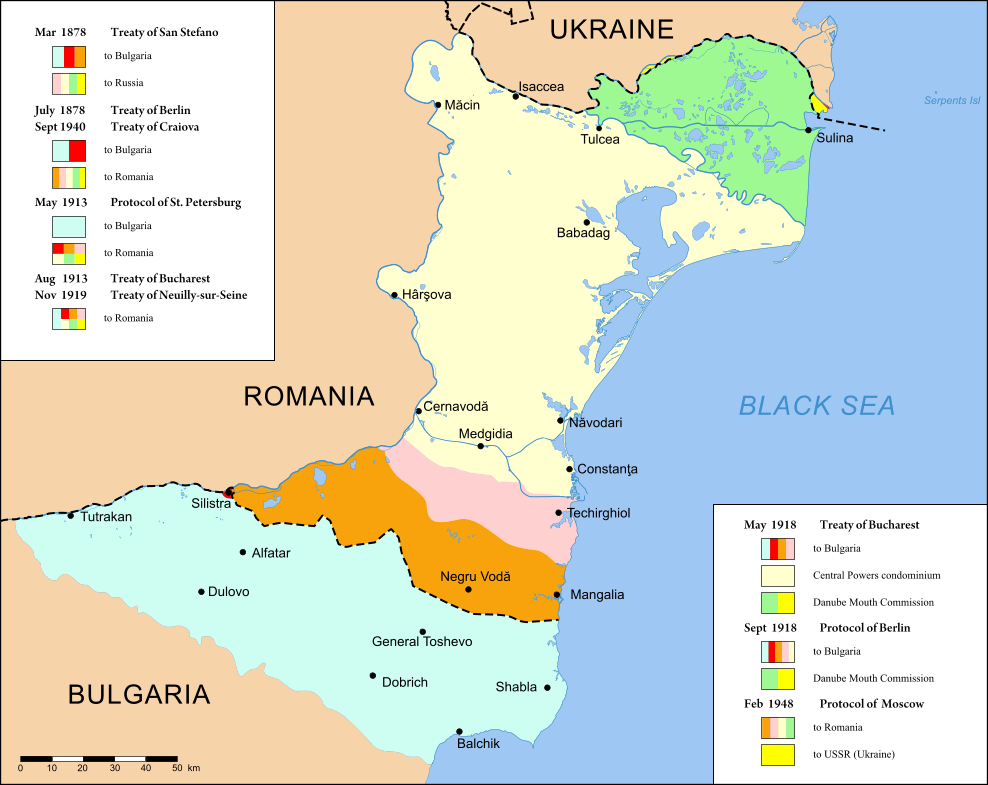
Dobruja després de 1878

El maig del 1913, en la Conferència de Sant Petersburg, les Potències Centrals atribuïren Silistra i l'àrea de tres kilòmetres als voltants a Romania. L'agost del 1913, després de la Segona Guerra Balcànica, Bulgària va cedir la Dobrudja Meridional (Cadrilater) a Romania pel Tractat de Bucarest de 1913. Quan Romania va entrar en la Primera Guerra Mundial com a aliada de França i Rússia, les Potències Centrals ocuparen la Dobrudja i entregaren la Dobrudja Meridional a Bulgària, així com una petita part de la Dobrudja Septentrional pel Tractat de Bucarest de 1918, però la situació canvià al cap de poc, quan els Aliats de la Primera Guerra Mundial s'imposaren finalment retornaren la Dobrudja a Romania pel Tractat de Neully del 1919. Entre 1926 i 1938 uns 30.000 aromanesos de Bulgària, Macedònia del Nord i Grècia foren assentats a la Dobrudja Meridional.
Amb l'esclat de la Segona Guerra Mundial, a instància de les Potències de l'Eix, Bulgària va recuperar la Dobrudja Meridional pel Tractat de Craiova de setembre 1940, malgrat la insistència dels negociadors romanesos de què Balcic i altres ciutats romanguessin en mans romaneses, ja que el territori ja fou habitat per búlgars des del segle VII. Com a part del tractat, els habitants romanesos (colons i refugiats aromanesos i romanesos que vivien al territori) foren obligats a abandonar-la en un intercanvi de població amb búlgars de la Dobrudja Septentrional. Les fronteres de 1940 foren ratificades pel Tractat de París del 1947 i és la que es manté avui dia.

## Història demogràfica

### Dobrudja Septentrional
| Etnicitat                       | 1880         | 1899          | 1913            | 1930¹           | 1956            | 1966            | 1977            | 1992            | 2002            |
| ------------------------------- | ------------ | ------------- | --------------- | --------------- | --------------- | --------------- | --------------- | --------------- | --------------- |
| Total                           | 139.671      | 258.242       | 380.430         | 437.131         | 593.659         | 702.461         | 863.348         | 1.019.766       | 971.643         |
| Romanesos                       | 43.671 (31%) | 118.919 (46%) | 216.425 (56,8%) | 282.844 (64,7%) | 514.331 (86,6%) | 622.996 (88,7%) | 784.934 (90,9%) | 926.608 (90,8%) | 883.620 (90,9%) |
| Búlgars                         | 24.915 (17%) | 38.439 (14%)  | 51.149 (13,4%)  | 42.070 (9,6%)   | 749 (0,13%)     | 524 (0,07%)     | 415 (0,05%)     | 311 (0,03%)     | 135 (0,01%)     |
| Turcs                           | 18.624 (13%) | 12,146 (4%)   | 20,092 (5,3%)   | 21,748 (5%)     | 11,994 (2%)     | 16,209 (2,3%)   | 21,666 (2,5%)   | 27,685 (2,7%)   | 27,589 (2,8%)   |
| Tàtars                          | 29,476 (21%) | 28,670 (11%)  | 21,350 (5,6%)   | 15,546 (3,6%)   | 20,239 (3,4%)   | 21,939 (3,1%)   | 22,875 (2,65%)  | 24,185 (2,4%)   | 23,409 (2,4%)   |
| Lipovans                        | 8,250 (6%)   | 12,801 (5%)   | 35,859 (9,4%)   | 26,210 (6%)²    | 29,944 (5%)     | 30,509 (4,35%)  | 24,098 (2,8%)   | 26,154 (2,6%)   | 21,623 (2,2%)   |
| Rutens (Ucraïnesos des de 1956) | 455 (0,3%)   | 13,680 (5%)   | 35,859 (9,4%)   | 33 (0,01%)      | 7,025 (1,18%)   | 5,154 (0,73%)   | 2,639 (0,3%)    | 4,101 (0,4%)    | 1,465 (0,1%)    |
| Alemanys de Dobrudja            | 2,461 (1,7%) | 8,566 (3%)    | 7,697 (2%)      | 12,023 (2,75%)  | 735 (0,12%)     | 599 (0,09%)     | 648 (0,08%)     | 677 (0,07%)     | 398 (0,04%)     |
| Grecs                           | 4,015 (2,8%) | 8,445 (3%)    | 9,999 (2,6%)    | 7,743 (1,8%)    | 1,399 (0,24%)   | 908 (0,13%)     | 635 (0,07%)     | 1,230 (0,12%)   | 2,270 (0,23%)   |
| Gitanos                         | 702 (0,5%)   | 2,252 (0,87%) | 3,263 (0,9%)    | n/a             | 1,176 (0,2%)    | 378 (0,05%)     | 2,565 (0,3%)    | 5,983 (0,59%)   | 8,295 (0,85%)   |

### Dobrudja Meridional
| Etnicitat | 1910            | 1930¹           |
| --------- | --------------- | --------------- |
| Total     | 282,007         | 378,344         |
| Búlgars   | 134,355 (47,6%) | 143,209 (37,9%) |
| Romanesos | 6,348 (2,3%)    | 77,728 (20,5%)  |
| Turcs     | 106,568 (37,8%) | 129,025 (34,1%) |
| Tàtars    | 11,718 (4,2%)   | 6,546 (1,7%)    |
| Gitanos   | 12,192 (4,3%)   | n/a (0,8%)      |

¹Segons la divisió administrativa romanesa de 1926–1940
²Només russos. (Russos i Lipovans comptats separadament)

## Àrea, població i ciutats
La Dobrudja sencera té 23,100 km² i una població de 1.3 milions, dels quals dos terços de la superfície i vora tres quarts de la població pertanyen a la part romanesa.
| Etnicitat  | Dobrudja  | Dobrudja    | Dobrudja Septentrional | Dobrudja Septentrional | Dobrudja Meridional | Dobrudja Meridional |
| Etnicitat  | Nombre    | Percentatge | Nombre                 | Percentatge            | Nombre              | Percentatge         |
| ---------- | --------- | ----------- | ---------------------- | ---------------------- | ------------------- | ------------------- |
| Total      | 1,328,860 | 100,00%     | 971,643                | 100,00%                | 357,217             | 100,00%             |
| Romanesos  | 884,745   | 66,58%      | 883,620                | 90,94%                 | 591¹                | 0.17%¹              |
| Búlgars    | 248,517   | 18,70%      | 135                    | 0,01%                  | 248,382             | 69,53%              |
| Turcs      | 104,572   | 7,87%       | 27,580                 | 2,84%                  | 76,992              | 21,55%              |
| Tàtars     | 23,409    | 1,76%       | 23,409                 | 2,41%                  | 4,515               | 1,26%               |
| Roma       | 33,422    | 2,52%       | 8,295                  | 0,85%                  | 25,127              | 7,03%               |
| Russos     | 22,495    | 1,69%       | 21,623                 | 2,23%                  | 872                 | 0,24%               |
| Ucraïnesos | 1,571     | 0,12%       | 1,465                  | 0,15%                  | 106                 | 0,03%               |
| Grecs      | 2,326     | 0,18%       | 2,270                  | 0,23%                  | 56                  | 0,02%               |

¹ Inclosos els comptats com a valacs en el cens búlgar de 2001
Les principals ciutats són Constanţa, Tulcea, Medgidia i Mangalia a Romania, i Dòbritx i Silistra a Bulgària.